# Franche
Franche – wieś w Anglii, w hrabstwie Worcestershire, w dystrykcie Wyre Forest. Leży 24 km na północ od miasta Worcester i 178 km na północny zachód od Londynu.